# Mystical Ninja Starring Goemon
Mystical Ninja Starring Goemon (がんばれゴエモン～ネオ桃山幕府のおどり～?) è un videogioco pubblicato da Konami nel 1997 per Nintendo 64.